# Illinois Zephyr és Carl Sandburg
Az Illinois Zephyr és Carl Sandburg egy személyszállító járatpár az USA-ban Chicago és Quincy közötti 258 mérföldes (415 km) útvonalon. Az Amtrak üzemelteti 1971. november 14. óta. Mivel Illinois Service vonatok, részben az Illinois-i Közlekedési Minisztérium finanszírozza őket. Chicago és az Illinois állambeli Galesburg között a vonatok megosztják útvonalukat a California Zephyr és a Southwest Chief vonatokkal; az útvonal fennmaradó részét (Galesburg-Quincy) kizárólag az Illinois Zephyr/Carl Sandburg vonatok szolgálják ki.
Az Illinois Zephyr a leghosszabb ideje folyamatosan közlekedő, államilag támogatott vonat, 1971 novemberében indult.:241 A Carl Sandburg 2006-ban került be az útvonalba második napi menettérti járatként.
A 2023-as pénzügyi évben az Illinois Zephyr és a Carl Sandburg együttesen 114 521 utast szállított, ami 14,7%-os csökkenés a 2022-es pénzügyi évhez képest. 2021-es pénzügyi évben a két vonat összbevétele 10,5 millió dollár volt, ami 9,5%-os csökkenés a 2014-es pénzügyi évhez képest.